# Hannes Olof Gösta Alfvén
Hannes Olof Gösta Alfvén, švedski elektroinženir, astrofizik in kozmolog, * 30. maj 1908, Norrköping, Švedska, † 2. april 1995, Djursholm pri Stockholmu, Švedska.

## Življenje in delo
Alfvén je študiral na Univerzi v Uppsali. Leta 1940 je postal član Kraljevega tehnološkega inštituta v Stockholmu. Leta 1943 je postavil domnevo, temelječo na pridobitvah magnetohidrodinamike, ki jo je sam začel. Že leta 1939 je uvedel pojem 'zamrznjenih' magnetnih polj v plazmi.
Leta 1943 je razvil planetno kozmogonijo, po kateri je Prasonce, ko se je gibalo skozi eno od galaktičih meglic, povzročilo ionizacijo atomov v njenem plinu. Naelektreni atomi so se gibali po spiralah okoli silnic Sončevega magnetnega polja in sestavljali kolobarje plina, ki so se kasneje zgostili v planete. Tako je postavil temelje kozmični elektrodinamiki. Leta 1970 je prejel Nobelovo nagrado za fiziko skupaj z Louisom Eugènom Félixom Néelom.
Po njem se imenuje asteroid 1778 Alfvén.